# Enginyeria de fiabilitat
L'enginyeria de fiabilitat és una subdisciplina de l'enginyeria de sistemes que posa l'accent en la capacitat dels equips per funcionar sense fallar. La fiabilitat descriu la capacitat d'un sistema o component de funcionar en condicions determinades durant un període determinat. La fiabilitat està estretament relacionada amb la disponibilitat, que normalment es descriu com la capacitat d'un component o sistema per funcionar en un moment o interval de temps determinat.
La funció de fiabilitat es defineix teòricament com la probabilitat d'èxit en el temps t, que es denota R(t). A la pràctica, es calcula mitjançant diferents tècniques i el seu valor oscil·la entre 0 i 1, on 0 indica cap probabilitat d'èxit mentre que 1 indica un èxit definitiu. Aquesta probabilitat s'estima a partir d'anàlisis detallades (física de fallades), conjunts de dades anteriors o mitjançant proves de fiabilitat i modelització de fiabilitat. La disponibilitat, la provabilitat, el manteniment i el manteniment sovint es defineixen com a part de l'"enginyeria de fiabilitat" als programes de fiabilitat. La fiabilitat sovint té un paper clau en la rendibilitat dels sistemes.
L'enginyeria de fiabilitat s'ocupa de la predicció, prevenció i gestió d'alts nivells d'incertesa de l'enginyeria "de tota la vida" i riscos de fallada. Encara que els paràmetres estocàstics defineixen i afecten la fiabilitat, la fiabilitat no només s'aconsegueix amb les matemàtiques i l'estadística. "Gairebé tota l'ensenyament i la literatura sobre el tema emfatitzen aquests aspectes i ignoren la realitat que els intervals d'incertesa implicats invaliden en gran manera els mètodes quantitatius de predicció i mesura". Per exemple, és fàcil representar la "probabilitat de fallada" com un símbol o valor en una equació, però és gairebé impossible predir la seva veritable magnitud a la pràctica, que és massivament multivariant, de manera que tenir l'equació per a la fiabilitat no comença a igual tenir una mesura predictiva precisa de la fiabilitat.
L'enginyeria de fiabilitat està molt relacionada amb l'enginyeria de la qualitat, l'enginyeria de seguretat i la seguretat del sistema, ja que utilitzen mètodes comuns per a la seva anàlisi i poden requerir aportacions mútues. Es pot dir que un sistema ha de ser segur de manera fiable.
L'enginyeria de fiabilitat se centra en els costos de la fallada causada pel temps d'inactivitat del sistema, el cost de les recanvis, l'equip de reparació, el personal i el cost de les reclamacions de garantia.

## Visió general

### Objectiu[3]
Els objectius de l'enginyeria de fiabilitat, en ordre decreixent de prioritat, són:
1. Aplicar coneixements d'enginyeria i tècniques especialitzades per prevenir o reduir la probabilitat o freqüència de fallades.
2. Identificar i corregir les causes dels errors que es produeixen malgrat els esforços per prevenir-los.
3. Determinar maneres d'afrontar els errors que es produeixen, si no s'han corregit les seves causes.
4. Aplicar mètodes per estimar la fiabilitat probable de nous dissenys i per analitzar les dades de fiabilitat.

El motiu de l'èmfasi prioritari és que és, amb diferència, la forma de treballar més eficaç, pel que fa a la minimització de costos i la generació de productes fiables. Les competències primàries que calen, per tant, són la capacitat d'entendre i anticipar les possibles causes de les falles, i el coneixement de com prevenir-les. També és necessari conèixer els mètodes que es poden utilitzar per analitzar dissenys i dades.

### Àmbit i tècniques[4]
L'enginyeria de fiabilitat per a "sistemes complexos" requereix un enfocament de sistemes diferent i més elaborat que per a sistemes no complexos. En aquest cas, l'enginyeria de fiabilitat pot implicar:
- Anàlisi de disponibilitat del sistema i preparació per a la missió i assignació de requisits de fiabilitat i manteniment relacionats
- Anàlisi de fallades del sistema funcional i especificació de requisits derivats
- Anàlisi de la fiabilitat del disseny inherent (del sistema) i especificació de requisits derivats tant per al disseny de maquinari com de programari
- Disseny de diagnòstic del sistema
- Sistemes tolerants a errors (per exemple, per redundància)
- Manteniment predictiu i preventiu (per exemple, manteniment centrat en la fiabilitat)
- Factors humans / interacció humana / errors humans
- Falles induïdes per la fabricació i el muntatge (efecte sobre la "qualitat de 0 hores" i la fiabilitat detectades)
- Avaries provocades pel manteniment
- Falles induïdes pel transport
- Falles induïdes per l'emmagatzematge
- Estudis d'ús (càrrega), anàlisi de tensions dels components i especificació de requisits derivades
- Errors (sistemàtics) del programari
- Proves d'error/fiabilitat (i requisits derivats)
- Seguiment de fallades de camp i accions correctores
- Estoc de recanvis (control de disponibilitat)
- Documentació tècnica, anàlisi de precaucions i advertències
- Adquisició/organització de dades i informació (creació d'un registre de perills de desenvolupament de fiabilitat general i sistema FRACAS)
- Enginyeria del caos

### Eines i tècniques comunes
- Física del fracàs (PoF)
- Autoprova integrada (BIT o BIST) (anàlisi de provabilitat)
- Mode d'error i anàlisi d'efectes (FMEA)
- Anàlisi de perills de fiabilitat
- Anàlisi de diagrames de blocs de fiabilitat
- Anàlisi de diagrames de blocs de fiabilitat dinàmica
- Anàlisi de l'arbre de falles
- Anàlisi de causes arrels
- Enginyeria estadística, disseny d'experiments, per exemple, en simulacions/models FEM o amb proves
- Anàlisi del circuit furtiu
- Proves accelerades
- Anàlisi del creixement de la fiabilitat (fiabilitat reactiva)
- Anàlisi Weibull (per provar o principalment la fiabilitat "reactiva")
- Anàlisi tèrmica mitjançant anàlisi d'elements finits (FEA) i/o mesura
- Anàlisi de fatiga induïda tèrmica, xoc i vibració mitjançant FEA i/o mesura
- Anàlisi electromagnètica
- Evitació de punt únic de fallada (SPOF)
- Anàlisi funcional i anàlisi de fallades funcionals (p. ex., funció FMEA, FHA o FFA)
- Manteniment predictiu i preventiu: anàlisi del manteniment centrat en la fiabilitat (RCM).
- Anàlisi de la provabilitat
- Anàlisi de diagnòstic de fallades (normalment també s'incorpora a FMEA)
- Anàlisi d'errors humans
- Anàlisi de perill operacional
- Optimització del manteniment preventiu/planificat (PMO)
- Projecció manual
- Suport logístic integrat